# Sant Montan
Saint-Montan és un municipi francès situat al departament de l'Ardecha i a la regió d'Alvèrnia-Roine-Alps. L'any 2007 tenia 1.718 habitants.

## Demografia

### Població
El 2007 la població de fet de Saint-Montan era de 1.718 persones. Hi havia 650 famílies de les quals 124 eren unipersonals (66 homes vivint sols i 58 dones vivint soles), 191 parelles sense fills, 265 parelles amb fills i 70 famílies monoparentals amb fills.
La població ha evolucionat segons el següent gràfic:
Habitants censats

### Habitatges
El 2007 hi havia 797 habitatges, 652 eren l'habitatge principal de la família, 118 eren segones residències i 27 estaven desocupats. 748 eren cases i 46 eren apartaments. Dels 652 habitatges principals, 507 estaven ocupats pels seus propietaris, 134 estaven llogats i ocupats pels llogaters i 11 estaven cedits a títol gratuït; 2 tenien una cambra, 21 en tenien dues, 91 en tenien tres, 187 en tenien quatre i 351 en tenien cinc o més. 494 habitatges disposaven pel capbaix d'una plaça de pàrquing. A 240 habitatges hi havia un automòbil i a 376 n'hi havia dos o més.

### Piràmide de població
La piràmide de població per edats i sexe el 2009 era:
| Homes | Edats   | Dones |
| ----- | ------- | ----- |
| 4     | 95 o +  | 4     |
| 0     | 90 a 94 | 8     |
| 4     | 85 a 89 | 8     |
| 8     | 80 a 84 | 8     |
| 8     | 75 a 79 | 40    |
| 48    | 70 a 74 | 16    |
| 24    | 65 a 69 | 32    |
| 32    | 60 a 64 | 24    |
| 24    | 55 a 59 | 48    |
| 56    | 50 a 54 | 56    |
| 68    | 45 a 49 | 56    |
| 52    | 40 a 44 | 60    |
| 56    | 35 a 39 | 48    |
| 28    | 30 a 34 | 52    |
| 36    | 25 a 29 | 32    |
| 12    | 20 a 24 | 16    |
| 44    | 15 a 19 | 56    |
| 56    | 10 a 14 | 24    |
| 44    | 5 a 9   | 76    |
| 28    | 0 a 4   | 24    |

## Economia
El 2007 la població en edat de treballar era de 1.101 persones, 844 eren actives i 257 eren inactives. De les 844 persones actives 749 estaven ocupades (400 homes i 349 dones) i 95 estaven aturades (41 homes i 54 dones). De les 257 persones inactives 97 estaven jubilades, 73 estaven estudiant i 87 estaven classificades com a «altres inactius».

### Ingressos
El 2009 a Saint-Montan hi havia 613 unitats fiscals que integraven 1.653,5 persones, la mediana anual d'ingressos fiscals per persona era de 17.185 €.

### Activitats econòmiques
Dels 67 establiments que hi havia el 2007, 1 era d'una empresa extractiva, 4 d'empreses alimentàries, 1 d'una empresa de fabricació d'altres productes industrials, 16 d'empreses de construcció, 19 d'empreses de comerç i reparació d'automòbils, 3 d'empreses de transport, 6 d'empreses d'hostatgeria i restauració, 1 d'una empresa d'informació i comunicació, 2 d'empreses immobiliàries, 3 d'empreses de serveis, 7 d'entitats de l'administració pública i 4 d'empreses classificades com a «altres activitats de serveis».
Dels 23 establiments de servei als particulars que hi havia el 2009, 1 era un taller de reparació d'automòbils i de material agrícola, 7 paletes, 3 guixaires pintors, 2 fusteries, 1 lampisteria, 1 electricista, 1 perruqueria, 5 restaurants, 1 agència immobiliària i 1 saló de bellesa.
Dels 4 establiments comercials que hi havia el 2009, 1 era una gran superfície de material de bricolatge, 2 fleques i 1 una botiga de material esportiu.
L'any 2000 a Saint-Montan hi havia 47 explotacions agrícoles que ocupaven un total de 486 hectàrees.

## Equipaments sanitaris i escolars
L'únic equipament sanitari que hi havia el 2009 era una farmàcia.
El 2009 hi havia 2 escoles elementals.

## Poblacions més properes
El següent diagrama mostra les poblacions més properes.